# Santiago Ramos Mingo
Santiago Ramos Mingo, (6 februari 2001) is een Argentijns voetballer die speelt als verdediger. Hij komt sinds de zomer van 2022 uit voor OH Leuven.

## Carrière
Santiago Ramos Mingo tekende zijn eerste profcontract bij de Argentijnse topclub Boca Juniors. Daar werd hij snel opgepikt door FC Barcelona, dat hem liet uitkomen voor het tweede elftal FC Barcelona Atlètic. Na twee seizoenen maakte hij de overstap naar het Belgische OH Leuven.